# Adolfström
Adolfström of Adolfsström is een gehucht binnen de Zweedse gemeente Arjeplog. Het dorp ligt aan het meer Iraft.

## Geschiedenis
Adolfström bestond al toen eind 17e eeuw hier een nieuwe smelterij werd gevestigd om de ertsen uit Nasafjället te bewerken. De Lais, die in de buurt van Nasafjället ontspringt kon voor de benodigde waterkracht zorgen en de omgeving kon voldoende hout (lees brandstof) opleveren. Paard in de zomer en rendier in de winter waren de transportmiddelen tot Adolfström. Voeder voor de dieren kon men in de omgeving verbouwen. Daarnaast kon men granen verbouwen om de arbeiders te voeden. Op het hoogtepunt werkten hier vijftig mensen. In 1810 werd de omgeving weer deels verlaten, het was niet meer rendabel. Het dorp en de omgeving vielen ten prooi aan een brand en in 1821 was het dorp verlaten. In 1840 kwam er opnieuw volk, onder aanvoering van waarschijnlijk een Waal. De huidige bewoners stammen daar nog van af.
Men kon na de bewerking de goederen verder transporteren naar Laisvall en dan naar Arjeplog. De route die toentertijd werd gevolgd is nu de enige weg in dit gebied.

## Nu
Tegenwoordig is Adolfström voornamelijk bekend als tussenstation op het Kungsleden. Noordwaarts vertrekt men naar het nationaal park Pieljekaise en Jäckvik. Zuidwaarts komt men in het Vindelfjällen nationaal park en komt men uiteindelijk uit in Ammarnäs.